# Những dặm đường máu lửa
Những dặm đường máu lửa (tiếng Nga: Огненные вёрсты) là một bộ phim khai thác đề tài Nội chiến Nga của đạo diễn Samson Samsonov, phát hành lần đầu năm 1957, dựa theo một tác phẩm (The Cricket) của Chekhov.

## Diễn viên
- Igor Savkin... Grigory Fyodorovich Zavarzin
- Margarita Volodina... Yekaterina Gavrilovna
- Mikhail Troyanovsky... Bác sĩ Shelako
- Vladimir Kenigson... Sergey Beklemishev
- Antony Khodursky... Konstantin Romanovich Olinsky
- Mikhail Pogorzhelsky

## Ê-kíp
- Âm nhạc: Nikolai Kryukov
- Họa sĩ: Nikolai Markin

## Vinh danh
- Hai giải tại Liên hoan phim Venice (1957)
- Thành công của bộ phim đã giúp cho đạo diễn Samson Samsonov được Nhà nước Soviet trao tặng danh hiệu Nghệ sĩ Nhân dân.